# Cessole
Cessole – miejscowość i gmina we Włoszech, w regionie Piemont, w prowincji Asti.
Według danych na styczeń 2009 gminę zamieszkiwało 414 osób przy gęstości zaludnienia 37,3 os./1 km².